# Ignacio Tremiño
Ignacio Tremiño Gómez, né le 29 janvier 1966, est un homme politique espagnol membre du Parti populaire (PP).
Il est élu député de la circonscription de Valladolid lors des élections générales de décembre 2015.

## Biographie

### Vie privée
Il est marié et père d'une fille.

### Études et profession
Il commence des études de droit à l'université de Valladolid et suit des cours en gestion des exploitations agricoles sur l'antenne de Palencia. Le 4 février 1991, alors âgé de 23 ans et qu'il revenait d'un cours à Palencia, son véhicule réalise une sortie de route causée par la neige et le verglas. Victime de trois tonneaux et d'un encastrement dans un poteau, une lésion médullaire basse, situé au niveau de la métamère D12, lui est diagnostiquée et lui cause une paraplégie. Après une année passée à l'hôpital de Tolède, il s'installe pour six mois au Royaume-Uni et entre en contact avec le tissu associatif lié aux handicaps d'Ailesbury. Il fonde, en 1992, l'association Aspaym Castilla y León qui devient, en l'espace de quatre ans, l'entité la plus représentative de la communauté autonome,. 
Il achève sa licence à l'université ouverte de Catalogne et complète sa formation par l'obtention d'un master en administration des affaires (MBA) délivré par le prestigieux Instituto de Empresa (IE). Il a également suivi un programme de direction et de gestion publique (PLGP) à l'Institut d'études supérieures de commerce (IESE) dépendant de l'université de Navarre.
Entre 2010 et 2012, il est le directeur chargé du développement des affaires de l'organisation nationale des aveugles espagnols (ONCE). Il a également exercé les fonctions de directeur général adjoint puis directeur général du groupe Fundosa.

### Activités politiques
Militant du Parti populaire, il commence sa trajectoire politique lorsqu'il est désigné conseiller municipal délégué à l'Action sociale par le maire conservateur de Valladolid, Francisco Javier León de la Riva, consécutivement aux élections municipales de juin 1999. Il choisit cependant de démissionner en juillet de l'année suivante pour se consacrer à ses fonctions dans le secteur privé et associatif. Il est élu vice-président de la commission nationale du PP au handicap en 2007.
En janvier 2012, peu après le retour des conservateurs de Mariano Rajoy au pouvoir, il est proposé aux fonctions de directeur général aux Politiques de soutien au handicap par la ministre de la Santé, des Services sociaux et de l'Égalité Ana Mato. Il prend possession de son poste le 24 janvier. Il est, à ce tire, président du patronat royal aux handicapés. Il se charge alors de mettre en œuvre la promesse de la ministre de rendre effectif l'obligation légale, pour les entreprises de plus de 50 salariés, d'employer 2 % de personnes souffrant d'un handicap afin de « poursuivre la lutte pour l'égalité réelle des chances ». Il intègre, en mai suivant, le comité exécutif du Parti populaire de Castille-et-León, par désignation directe de Juan Vicente Herrera. Le 4 décembre 2015, à l'occasion du vernissage d'une exposition de dessins de presse humoristiques relatifs au handicap, il déclare que « sans cette situation je n'aurais pas pu connaître les personnes que j'ai connues. Quelqu'un m'a dit qu'il faut vivre le handicap respectueusement mais aussi avec humour, et c'est ce dont j'ai envie ».
Il est révoqué de ses fonctions administratives en mai 2016 dans le but de pouvoir se présenter en deuxième position sur la liste de Tomás Burgos dans la circonscription de Valladolid à l'occasion des élections générales anticipées du mois suivant,. Élu au Congrès des députés après que le parti a remporté deux des cinq sièges en jeu, il devient le deuxième parlementaire en fauteuil roulant de l'histoire espagnole après son collègue Paco Vañó,. Il indique alors vouloir « travailler pour que le handicap continue d'être non seulement une référence dans le secteur privé et de l'entreprise, mais qu'il soit normalisé dans la vie publique ». Membre de la commission de l'Éducation et de la Formation professionnelle, de celle de la Santé, de la Consommation et du Bien-être social ainsi que de celle de la Sécurité routière et des Déplacements durables, il est choisi comme porte-parole des élus PP à la commission pour les Politiques d'intégration du handicap et est rapporteur des projets de lois visant à garantir l'accès des personnes handicapées aux jurys populaire et la possibilité de voter à l'ensemble des handicapés mentaux,,.